# Lachowice Zarzeczne (gmina)
Gmina Lachowice Zarzeczne – dawna gmina wiejska funkcjonująca w latach 1941–1944 pod okupacją niemiecką w Polsce. Siedzibą gminy były Lachowice Zarzeczne.
Gmina Lachowice Zarzeczne została utworzona przez władze hitlerowskie z terenów okupowanych przez ZSRR w latach 1939–1941, stanowiących przed wojną część (zniesionej) gminy Ruda (Izydorówka i Krechów) oraz część (niezniesionej) gminy Żurawno w powiecie żydaczowskim w woj. stanisławowskim.
Gmina weszła w skład powiatu stryjskiego (Kreishauptmannschaft Stryj), należącego do dystryktu Galicja w Generalnym Gubernatorstwie. W skład gminy wchodziły miejscowości: Bujanów, Czerteż, Demnia Sulatycka, Dubrawka, Izydorówka, Korczówka, Krechów, Lachowice Podróżne, Lachowice Zarzeczne, Łysków, Sulatycze i Tarnawka.
Po wojnie obszar gminy włączono do ZSRR.